# Sainte-Hélène (Morbihan)
Sainte-Hélène è un comune francese di 1 113 abitanti situato nel dipartimento del Morbihan nella regione della Bretagna.

## Società

### Evoluzione demografica
Abitanti censiti